# Cantautori (album)
Cantautori è un album di Anna Oxa, pubblicato il 15 giugno 1993.
In questo disco sono presenti cover di cantautori italiani, in Si può la cantante duetta con Giorgio Gaber.

## Tracce
1. Prendila così (di Lucio Battisti)
2. Futura (di Lucio Dalla)
3. Anna verrà (di Pino Daniele)
4. Anima (di Ron)
5. Si può (con Giorgio Gaber)
6. Bellamore (di Francesco De Gregori)
7. Avrai (di Claudio Baglioni)
8. Diamante (di Zucchero Fornaciari)
9. 051 222525 (di Fabio Concato)
10. Bocca di Rosa (di Fabrizio De André)

## Formazione
- Anna Oxa – voce, cori
- Agostino Marangolo – batteria
- Bob Callero – basso
- Danilo Madonia – tastiera, programmazione, pianoforte
- Flavio Ibba – chitarra
- Tom Sheret – sassofono soprano, sassofono contralto
- Adriano Mondini – oboe, cori, corno inglese
- Gianni Belleno, Nadia Biondini, Moreno Ferrara, Silvio Pozzoli – cori